# Agaricus porphyrocephalus
Agaricus porphyrocephalus är en svampart som beskrevs av F.H. Møller 1952. Agaricus porphyrocephalus ingår i släktet champinjoner och familjen Agaricaceae.   Inga underarter finns listade i Catalogue of Life.
I den svenska databasen Dyntaxa används istället namnet Agaricus lividonitidus för samma taxon.  Arten är reproducerande i Sverige.